# 야나카 영원

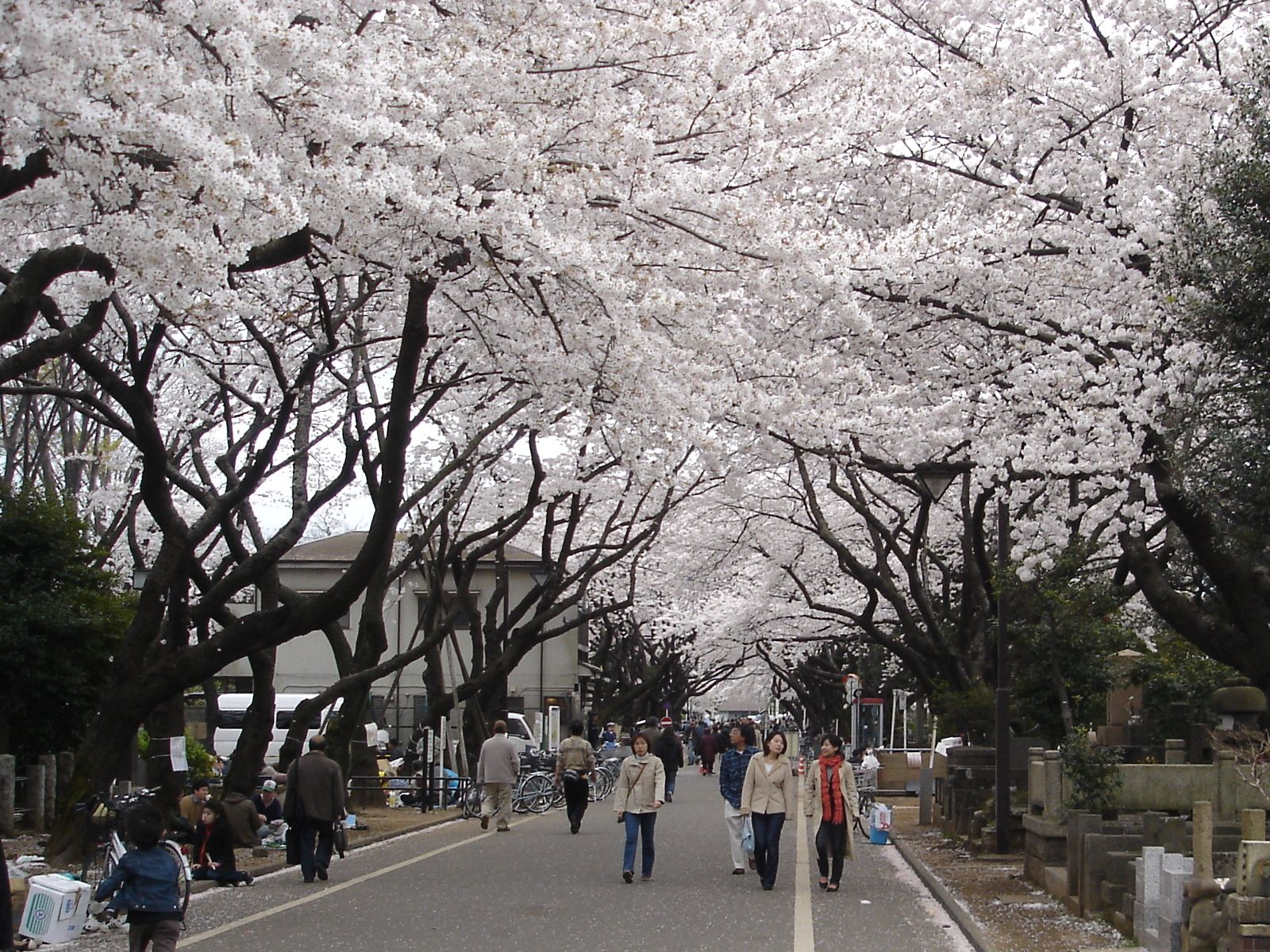
야나카 영원

야나카 영원(일본어: 谷中霊園 야나카레이엔[*])은 일본 도쿄도 다이토구에 있는 묘지이다. 10만km2의 공공묘지이며 약 7,000여개의 묘지가 있다. 특히, 에도 막부의 15대 쇼군인 도쿠가와 요시노부의 묘도 여기에 있다.